# Point de ramollissement bille et anneau
Le point de ramollissement par la méthode bille et anneau (ou TBA, température bille anneau) concerne typiquement les résines sous forme solide et les matériaux thermoplastiques, plus précisément ceux à base de polymère(s) monodimensionnel(s). Cette méthode se nomme en anglais softening point ring and ball (par abréviation : R & B).
Une résine telle la colophane ne passe pas de l'état solide à l'état liquide à une température fixe, mais sa consistance décroît progressivement lorsque la température s'élève. Ainsi, pour obtenir des résultats comparables, la détermination du point de ramollissement doit être réalisée suivant une méthode bien définie.

## Définition

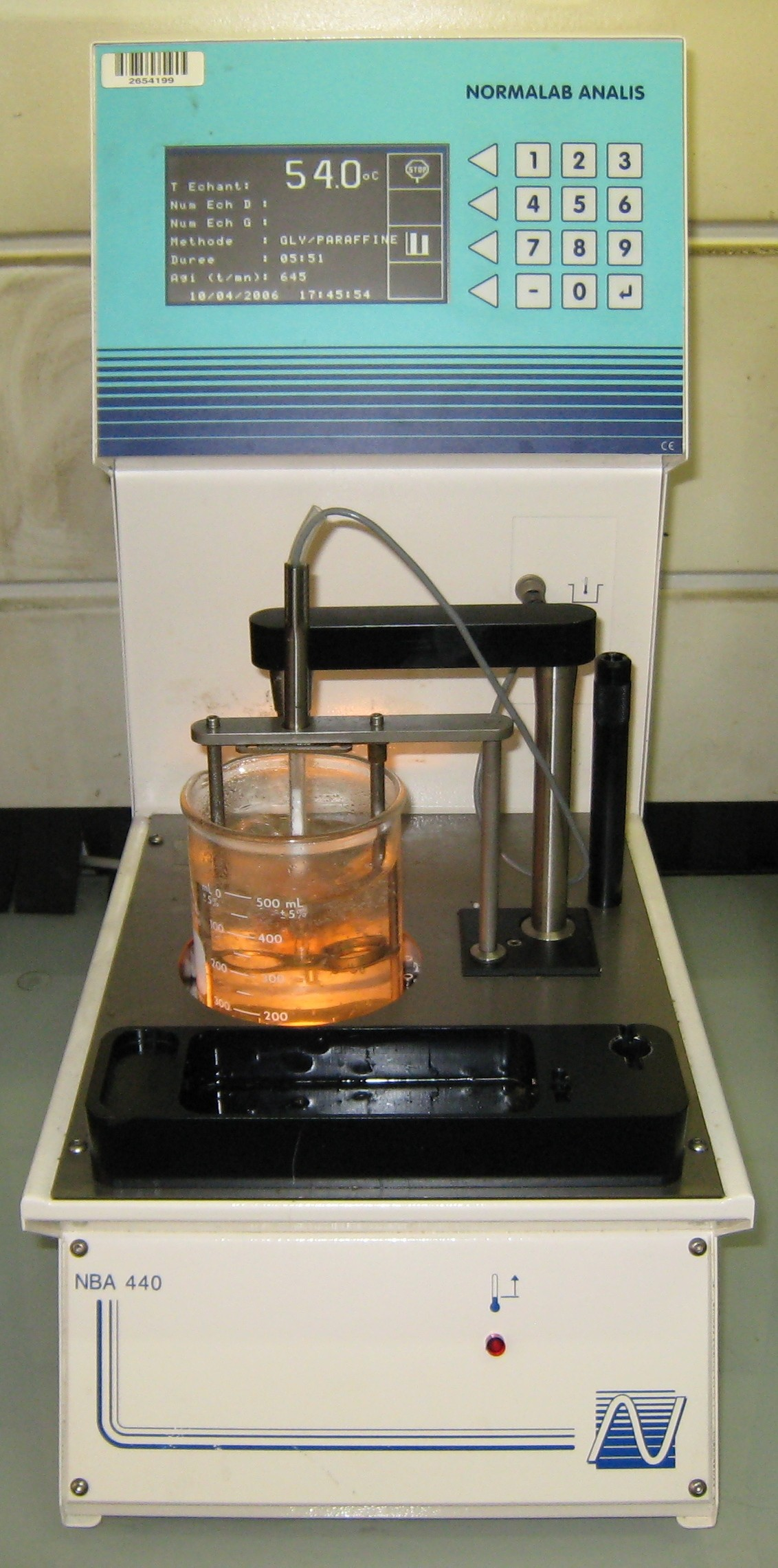
Appareil dit « Bille et anneau » (B & A) automatique. La sonde du thermomètre est située au niveau des anneaux.

Le point de ramollissement est la température à laquelle un produit (par exemple bitumeux) atteint un certain degré de ramollissement dans des conditions normalisées.

## Domaine d'utilisation
Cette méthode simple couvre la détermination du point de ramollissement de plusieurs types de matière :
- produits bitumineux et goudron, selon les normes EN 1427[1] (DIN 52011, NF T66-008), ASTM D36[2], IP 58[3] ;
- mélanges à base de paraffines (paraffines compoundées) ou de cires, norme NF T66-147 ;
- résines (y compris la colophane), ASTM E28[4] ;
- peintures, vernis, etc., EN ISO 4625-1[5] ;
- adhésifs, EN 1238[6] (NF T76-106);
- thermoplastiques, EN 306.

## Description d'un mode opératoire

### Préparation de l'échantillon
Pour réaliser la méthode bille anneau EN 1427 (ou équivalent), un anneau (à épaulement) en laiton de dimensions définies (par exemple diamètre intérieur=16 ± 0,1 mm, hauteur=6,4 ± 0,1 mm) est rempli du matériau bitumeux à tester.
Cet anneau ainsi préparé est placé sur son support.
Une bille en acier (diamètre=9,53 mm, masse=3,5 ± 0,05 g) est placée sur la pastille de la prise d'essai au milieu de l'anneau.

### Mesure

Schéma de principe de l'essai. Avant immersion, la bille est posée sur l'anneau rempli de bitume; au point de ramollissement, le bitume mou entre en contact avec la plaque inférieure.

Le cadre support est ensuite immergé dans un bain thermostaté. Le liquide du bécher (en pyrex) normalisé est l'eau déminéralisée pour un essai de 30  à   80 °C, du glycérol ou de l'huile silicone pour des températures supérieures.
Le bain est chauffé pour obtenir une élévation régulière de la température de 5 °C·min-1 ± 0,5 °C.
On note la température à l'instant où la matière entourant la bille qui s'est détachée de l'anneau touche la plaque inférieure du support.
Cette température est appelée le point de ramollissement bille et anneau.
Deux essais sont effectués simultanément.

### Exploitation des résultats
La moyenne des deux températures relevées lors de ces mesures sera prise comme point de ramollissement. Ces deux températures ne doivent pas être différentes de plus de 1 °C.
Pour un produit bitumineux, cette caractéristique est comprise entre 30  et   200 °C.
Cet essai fait partie d'une palette permettant de caractériser les bitumes (voir plus bas).

## Matériel

### Appareil manuel
L'appareillage bille et anneau manuel est décrit en détail dans la norme française NF T66-008. Il comprend un cadre support pour deux anneaux (permet de faire deux essais simultanément), un bécher rempli de liquide, un thermomètre normalisé (échelle graduée par demi-degré, de 30  à   200 °C) et un agitateur magnétique chauffant. Ce système est peu pratique.
Remarque : selon les spécifications définies dans les normes, l'élévation de température peut être de 1, 2 ou 5 °C·min-1.

### Appareil automatique
Il existe des appareils à détection automatique du point de ramollissement par système optique (rupture d'un faisceau lumineux visible). La sensibilité des cellules photoélectriques est paramétrable.
L'équipement comprend notamment une sonde de température Pt100 et un agitateur à hélice. Diverses sécurités sont présentes.
La gestion de l'appareil est assurée par un microprocesseur.

## Méthode comparable
Le point de ramollissement peut aussi être déterminé par une méthode comparable. Cette méthode est celle de la coupe et de la bille. Elle peut être réalisée selon la norme ISO 4625-2 pour les peintures et les vernis, la norme ASTM D6090 pour les résines ou la norme ASTM D3461 pour les produits bitumineux. 